# شبگرد پاپوآیی
شبگرد پاپوآیی (نام علمی: Eurostopodus papuensis) نام یک گونه از سرده شبگرد گوش‌دار است.